# Congresso di Sivas

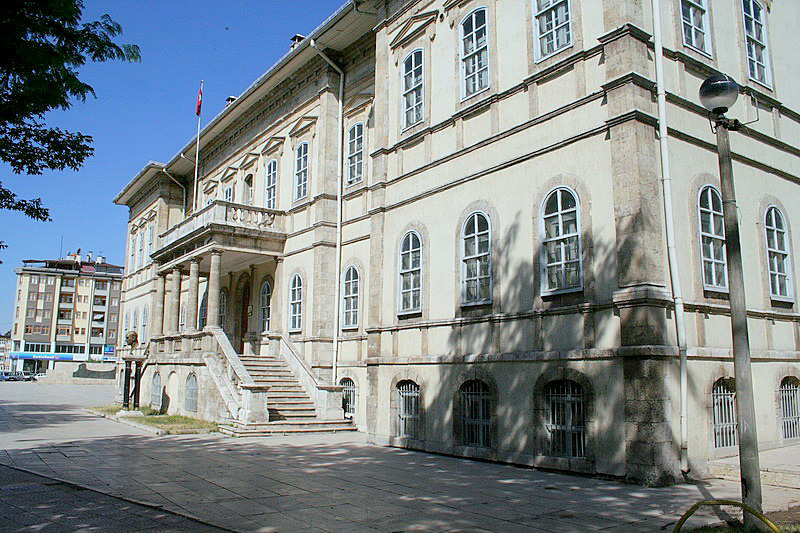
Liceo Imperiale (Sultaniye) del XIX secolo dove si riunì il Congresso di Sivas, oggi sede del Museo Etnografico

Il Congresso di Sivas, presentato come "Anadolu Rumeli Müdafaa-i hukuk-u Milliye Cemiyeti" (Società per la difesa dei diritti nazionali dell'Anatolia e della Tracia) fu un'assemblea che si riunì dal 4 all'11 settembre 1919 nella città di Sivas, nella Turchia centro-orientale, che riunì i delegati di tutte le province dell'Anatolia dell'Impero ottomano, o meglio di ciò che formalmente ne restava. In totale l'assemblea era composta da 38 persone di cui 31 erano i rappresentanti provinciali che erano riusciti ad arrivare a Sivas, mentre gli altri erano autorità civili e militari non ufficialmente designati come rappresentanti.
Al momento del congresso, la capitale Istanbul, così come molte città di provincia e varie regioni, era sotto l'occupazione straniera. L'invito per la partecipazione al congresso era stato fatto da Mustafa Kemal con una sua circolare tre mesi prima e i lavori preparatori iniziarono già durante il Congresso di Erzurum. Il Congresso di Sivas discusse una serie di possibilità per il destino della Turchia (tra queste anche quella di un Mandato statunitense) ma alla fine riaffermò le posizioni prese al Congresso di Erzurum ed elesse un comitato di rappresentanza, indicando come presidente Mustafa Kemal. Da quel momento il comitato avrebbe agito da direttivo nazionale del movimento di resistenza.